# Luigi D'Angelo
Luigi D'Angelo (Napoli, 1º settembre 1923 – 1º maggio 2000) è stato un politico italiano, eletto nella V e VI legislatura alla Camera dei deputati nelle file del Partito Comunista Italiano.

## Biografia
Operaio dell'INAM Vasto, fu licenziato a seguito dell'occupazione della fabbrica, durata 46 giorni, contro la decisione di smobilitarla. S'iscrisse al PCI nel 1945 e divenne membro del Comitato Federale della Federazione napoletana nonché del Comitato Direttivo. Fu, inoltre, membro della segreteria della Camera del Lavoro di Napoli e Segretario responsabile della FIOM del capoluogo campano dal luglio 1959 al marzo 1968. Eletto deputato per la prima volta nel 1968, fu componente della XII Commissione (Industria e Commercio) della Camera.